# 賢者大叔的異世界生活日記
《賢者大叔的異世界生活日記》是寿安清於成為小說家吧所著作的輕小說。日文文庫版由MF文庫J出版，台灣實體書籍版由台灣角川出版。日文網路版漫畫版由888繪製。

## 簡介
從2016年2月起在「成為小說家吧」上連載。文庫化後仍繼續在「成為小說家吧」連載。後續記述內容以文庫版為準，提及「成為小說家吧」版時會以Web版記述。

## 故事
正在攻略 虛擬實境角色扮演遊戲「Sword and Sorcery 」的玩家大迫 聰，在打倒遊戲中封印的邪神後，受到詛咒而死亡。在他甦醒後，發現自己位於某個森林中的某處。並且像是作弊似的，可以使用遊戲中的能力。身為一個40歲的處男大叔，能在這個世界平穩度日嗎？
就這樣，大叔的異世界生活就此展開。
目前，結束了貴族的家庭教師工作，沒有正式工作中。

## 登场角色
傑羅斯・梅林（聲：中井和哉）
「大迫聰」於「Sword and Sorcery」中的玩家名稱，後來直接用於異世界。虛擬角色外觀為瀏海恣意生長遮住眼睛，一臉未經修整的鬍子，外型像是沒翻身機會的落魄中年大叔。在落入異世界後，面容轉換為原生世界的臉，甚至身體上也有原生世界的傷痕。在遊戲中為排名前五名的頂尖玩家，職業為大賢者，是「殲滅者」的一員，被稱為「黑之殲滅者」。也是殲滅者中最正常的一員。本作品講到大叔時，通常是指傑羅斯，本作主角。
在離開法芙蘭大深綠地帶後，途中救助了克雷斯頓前公爵與瑟雷絲緹娜，並以優異的魔法知識修正了教科書中的錯誤魔法術式，讓瑟雷絲緹娜變成可以使用魔法，並且順勢接受擔任家庭教師的工作，並帶領一行人到法芙蘭森林練等。在桑特魯城結識路賽莉絲與孤兒們，致贈曼德拉草種子並開拓藥草田以協助改善孤兒院的經濟狀況。結束家教工作後，接收公爵家贈與的位於孤兒院旁的土地與房子，定居於桑特魯城，以務農並接一些委託工作過活。
修建房子時，所使用的魔法技術深受矮人工匠的喜愛，被視為泛用人形決戰重型機具，因此常被矮人(半強迫)帶去全領各地出差。另外由於修改過的魔法捲軸與魔導具透過索利斯提亞商會販售大受好評，因此賺到一輩子花不完的金幣。嗜好是抽菸，喜歡帶點嗆辣、無甜味、很香的菸草。
喜歡年輕或是成熟並具備適當巨乳屬性的女性，胸部太大的也不愛，更不是蘿莉控。大叔不喜歡男同志也不喜歡小強！非常痛恨害他丟掉工作的姊姊「大迫麗美」，放話如果在異世界遇到她，就要啟動殲滅模式，將她殲滅。在小說第五卷時，就將姊姊莎蘭娜(大迫麗美)的替身魔人偶全部打爛，小說第十五卷更是揭露大叔憎恨姐姐最初的起源；原本大叔在少年時期曾有一名友人以上戀人未滿的青梅竹馬且當時他的性格還屬於正常人的範疇，但因姐姐的介入不但導致青梅竹馬的家庭破碎，更是導致兩人關系疏遠，結果大叔最後得到的關於青梅竹馬的消息居然是對方的死訊且是死於車禍，從此大叔便對姐姐恨之入骨，使其性格也開始逐漸變得扭曲。
十分痛恨把自己召喚到異世界，使到自己無法飲日本酒的四神，一見到她們就會火力全開予以殲滅。

### 三武雞
大叔透過某次傭兵任務收服了三隻武藝高強的狂野咕咕（LV200左右），這三隻狂野咕咕後來以主角為師，並帶來一群狂野咕咕到大叔的雞舍。高等級的三隻狂野咕咕後來持續鍛鍊並進化成新品種，被稱為三武雞（LV400以上）。每天早上在大叔家門前，狂野咕咕們會一起打拳，後來孤兒院的孩子想出任務賺錢，就跟著一起打拳鍛鍊體魄。三武雞平常會和楓一起切磋武藝，偶爾會和大叔一起出任務，不過由於可能會不顧任務跑去挑戰高強的對手，所以算是體制外人員。除了三武雞外，也有其他各自進化的咕咕們，如：白帶咕咕、弓手咕咕、劍道咕咕等。 
- 烏凱

以打擊與格鬥為主。進化：格鬥家咕咕
- 山凱

以斬擊與劍技為主。進化：斬擊咕咕
- 桑凱

以射擊與暗殺為主。進化：狙擊手咕咕

### 索利斯提亞魔法王國

#### 索利斯提亞公爵家
索利斯提亞魔法王國中四大公爵家系的一支，是現任王族的分家，擁有王位繼承權。家系繼承的秘傳魔法非常強大，有被人稱頌為「煉獄一族」的別名，並留下了相當輝煌的戰績。由於現任公爵德魯薩西斯改善了百姓的生活，因而深受百姓的愛戴。
瑟雷絲緹娜・汎・索利斯提亞
暱稱為「緹娜」，側室(情婦)之女，故事開始時被稱為「沒用的」、「無能者」，由於魔法術式的缺陷，造成無法使用魔法，因而被周遭人輕視，從小被祖父克雷斯頓扶養，母親已過世。接受傑羅斯指導並重新學習正確的魔法術式後，已經可以使用魔法。與哥哥茨維特一起到法芙蘭森林實戰後，接受哥哥的道歉並和解。暑假結束後，回到伊斯特魯魔法學院上課，由於使用的魔法太過傑出，而且教師幾乎無法回答她的提問，評價從此由黑翻紅，被稱為「才女」、「魔導天使」，並且有一些仰慕她的女學生稱她為「姊姊大人」。
在蜜絲卡的影響下，撰寫了BL小說出版並深受好評。現時是三兄妹中最富裕的人。
克雷斯頓・汎・索利斯提亞
前公爵，將爵位讓給兒子後，退居幕後。為瑟雷絲緹娜的祖父，非常溺愛孫女。別號是「煉獄魔導士」，擁有全王國數一數二的魔法能力。
茨維特・汎・索利斯提亞
瑟雷絲緹娜的大哥，被視為公爵家下任接班人，十三歲時就被傳授秘傳魔法，故事開始時為十七歲。初期受到戀愛症候群以及血統魔法洗腦的關係，做出一堆蠢事並騷擾路賽莉絲，後來受到傑羅斯的刺激並與父親互毆被KO後，洗腦被解開了。非常尊敬祖父克雷斯頓，因為厭惡無法使用魔法卻又可以待在祖父身邊的瑟雷絲緹娜，從小就欺負她，後來了解事情真相後就向緹娜道歉並和解了。拜傑羅斯為師，學習正確的魔法知識，並與瑟雷絲緹娜一同到法芙蘭森林實戰。暑假結束後，回到伊斯特魯魔法學院上課，並開始正視魔法派系與騎士團對立的問題。自洗腦魔法解除後，逐漸成為了苦勞人與吐槽役。
個性認真，有作為公爵家繼承人的自覺。直覺敏銳，能察覺到弟弟庫洛伊薩斯與大叔為同類，並擔心前者總有一天會做出相當不妙的事情，同時深諳母親庸俗的本性。此外其手腳出乎意料的靈巧，偶而會自己制作飾物販賣。
過去沒有女朋友的原因是眼神過於兇惡，本人對此毫不知情。後來與克莉絲汀成為情侶。
透過學院議會向國王提交魔導士團的改革方案﹙其中最重要的是提議把士兵與魔導士送入法芙蘭森林實戰﹚，並獲得接納。從而結束了王國魔導士團與騎士團長年對立的局面。
庫洛伊薩斯・汎・索利斯提亞
瑟雷絲緹娜的二哥，魔法學院首席，被稱為魔法學院的天才魔導士。留著銀髮，戴著眼鏡，外表帥氣身材高挑，運動白痴，是個現充。聖捷魯曼派的新星，熱衷於研究，靠著自學與一點提示，自己找出魔法術式的解讀方法。不太管世事也不太會整理環境，造成其寢室與研究室是渾沌狀態；經常由於調配藥劑或作實驗，讓自己與周遭人士中鏢，或是出現不明魔物。此外也常到處收購奇怪的魔導具來作研究，比如說滴血會蹦出刺的「石鬼面具」之類的。
德魯薩西斯・汎・索利斯提亞
瑟雷絲緹娜的父親，現任公爵，又名「沉默的領主」、「沉默之獅」、「最強的把妹高手」。著有【男人的紳士時尚～讓女人開心，才是生存之道～】，被矮人那古里稱為男人的聖經。作為領主而言十分出色，不論是魔力、經營能力、謀略各方面均屬於一流的級別，甚至在近戰能力方面也有不俗的修為。伊斯特魯魔法學院的OB。實際上溺愛瑟雷絲緹娜的程度更在其父克雷斯頓之上。
米雷娜
瑟雷絲緹娜的母親，德魯薩西斯最愛的女性。已故。持有血統魔法「預知未來」。
蜜絲卡
瑟雷絲緹娜的專屬女僕，從茨維特和緹娜小時候就一直照顧到大。戴著三角形眼鏡，年齡是祕密。米雷娜的好友，也是混血精靈。伊斯特魯魔法學院的OG，德魯薩西斯的兩名妻子﹙分別是茨維特、庫洛伊薩斯的母親﹚也是她的學妹，學生時期因擅長冰屬性魔法，再加上會把糾纏自己的男學生凍成冰柱而被譽為「冰霜女王」。
丹提斯
索利斯提亞公爵家的管家。
伊莎貝拉
茨維特的母親，原本是侯爵家的千金，與德魯薩西斯是政治婚姻下的夫婦。個性庸俗，只知黏著德魯薩西斯，對身為親生兒子的茨維特漠不關心，因此受到茨維特的厭惡。伊斯特魯魔法學院的OG，十分害怕身為學姐的蜜絲卡。
瑪莎莉
索利斯提亞公爵家的女僕長，是伊莎貝拉嫁入公爵家時的陪嫁女僕。為了讓侯爵家能幕後操控索利斯提亞公爵家，刻意擴大茨維特與庫洛伊薩斯二人公爵家繼承人之爭，是讓茨維特變成「唯我獨尊大少爺茨維特」的推手之一。後來被茨維特警告如想保住性命，不能與伊莎貝拉的娘家聯手。

#### 索利斯提亞領騎士團
馬庫斯・威爾頓
騎士團長。
阿雷夫・吉爾伯特
率領護衛瑟雷絲緹娜和茨維特到法芙蘭森林實戰的分隊長，經歷了一星期的野外求生後，其率領的騎士團成為王國最強部隊。

#### 利比安托公爵家
索利斯提亞魔法王國中四大公爵家系的一支，繼承風之秘寶魔法。
索奇斯・威爾・利比安托
17歲，四大貴族利比安托公爵家的嫡子。個性開朗明快。由於在索利斯提亞公爵家舉辦的晚宴上半開玩笑地揚言要迎娶瑟雷絲緹娜而開罪了溺愛女兒的德魯薩西斯，之後在德魯薩西斯的陰謀下被逼與身材肥胖的葛倫邊境伯家千金訂下婚約。

#### 桑特魯教會與孤兒院
路賽莉絲（聲：上田麗奈）
被茨維特糾纏的修女，身材姣好且是巨乳(推測D罩杯)，和大叔似乎互有好感，故事開始時為18歲。從小被孤兒院收養，長大後到聖法神國修行，目前是見習神官/修女。
其身世是阿爾特姆皇國的路菲伊尔族(因生下來時出現返祖現象，而沒有長出翅膀)
梅爾拉薩祭司長
收養路賽莉絲等孤兒的年老女祭司。行為放蕩，沈迷於喝酒與賭博中，但是作人很豪爽。口頭禪是「神已死」、「神是敵人」、「若神不殺，就由我殺」之類的…
雖然未婚，卻已經有五個孩子以及十一個孫兒。
實力強悍，能輕易打倒異端審問官，甚至連教會高層沒有她辦法。
楓・哈芬（聲：水瀨祈）
隱居在孤兒院裡的高階精靈，是個威風凜凜的綠髮馬尾女劍士，身穿巫女服，愛劍是「秋風丸」。是路賽莉絲應梅爾拉薩祭司長的請求而收留。
安潔
孤兒院收養的小女孩，短紅髮。初遇大叔就向他要肉吃。
強尼
孤兒院收養的小男孩，綁著及肩金髮。
拉維
孤兒院收養的小男孩，短褐髮小平頭。
凱
孤兒院收養的小男孩，留著栗子頭，身材胖胖的。

#### 伊莉絲小隊
伊莉絲
「入江澄香」的角色名，落入異世界後以伊莉絲為名，故事開始時為14歲，職業是魔導士。通常稱呼傑羅斯為叔叔，被大叔從盜賊手中救下來。熟知殲滅者相關事蹟，新手時期被他們幫助過，很仰慕相關人等。母親是巨乳。
跟妖精女王對決後重新理解自己實力不足而請求大叔指導。
雷娜
喜歡11~15歲小男孩的變態正太控，褐髮鮑伯頭女性傭兵，眼旁有黑痣。被大叔從盜賊手中救下來。經常無視情況，到處吃正太。擅長賭博，由於會把贏得的錢大方地請整個賭場的人吃喝，因而深受賭場職員的歡迎。
嘉內
手持大劍的巨乳(推測E罩杯)劍士，長直紅髮女性傭兵。罹患被魔物傳染的致死疾病時，偶然被傑羅斯送給路賽莉絲的藥所救。大叔稱讚她有魅力、很漂亮，和大叔似乎互有好感。與路賽莉絲是青梅竹馬，暱稱她為「路」。從小被孤兒院收養，長大後從事傭兵行業，沒錢時會跑回孤兒院借住。非常喜歡可愛的事物，自身收藏著將近整個房間的可愛布娃娃。小時候十分愛哭，繼承了路賽莉絲街童首領的位置，被稱為「愛哭鬼老大」。第四卷時，傑羅斯有試著求婚。

#### 飯場土木工程公司
為索利斯提亞公爵領內有名的矮人建築商，充滿專業工匠風範，對工程毫不妥協；對客人也毫不客氣，如果有人想要在設計確認後變更設計，就會二話不說痛扁對方一頓，即使是貴族也不例外！外號「瘋狂土木集團」、「毛很多的頑固傢伙們」、「戰鬥土木工人」、「熱舞土木工人」，從早到晚持續鍛鍊舞蹈與土木技術的神經病集團。
那古里
飯場土木的首領，俗稱老大。
巴爾、多里爾
吃飯時坐在建材上弄倒飲料造成號碼模糊，被老大痛扁一頓。
勇波
當面吃掉那古里的「嗆辣油炸波羅莫羅鳥」的現行犯。
保齡丘
沒鬍子的矮人，是那古里的叔叔。工作涉獵範圍很廣，從土木、打鐵到精工等。

#### 艾維爾子爵家
索利斯提亞公爵家的附庸。在現任當家愛德華死後由妻子瑪格麗特代理當家位置。
克莉絲汀・德・艾維爾
前往阿哈恩礦山採礦時，被大叔相救的貴族三女。由於魔法術式缺陷的關係，無法使用魔法，決定繼承家系，以成為騎士為目標，由於父親傳下來的「秘銀之劍」已瀕臨使用年限，因此前往礦山收集礦石來鑄劍。後來接受傑羅斯修正後的魔法術式後，已經可以使用魔法了。後來與茨維特成為情侶。
愛德華・德・艾維爾
克莉絲汀的父親，入贅艾維爾家，死於盜賊的毒箭。
瑪格麗特・德・艾維爾
克莉絲汀的母親，艾維爾子爵家的代理當家。育有包括克莉絲汀在內的三個女兒，其中長女與次女已出嫁。
伊扎特、賽爾、科爾薩、索科塔
受到愛德華照顧的孤兒，目前擔任艾維爾家騎士。
薩加斯・瑟逢
與煉獄魔導士克雷斯頓齊名的同期魔導士，因為怕麻煩的性格而被人稱為「白搭男」。烏爾娜・拉哈的養父。現時受僱於艾維爾子爵家，擔任克莉絲汀的家庭教師。興趣是鍛鍊身體，其妻子因無法忍受被他強逼鍛鍊而離家出走。

#### 伊斯特魯魔法學院
迪歐
茨維特的同學暨室友。不知死活的戀上了瑟雷絲緹娜，讓茨維特常常在暗中祈禱他的冥福，目前已被克雷斯頓爺爺盯上。在與庫洛伊薩斯初次見面時被記錯名字，後來收到他的歉禮「石鬼面具」。
薩姆托爾・伊旺・惠斯勒
茨維特的同派系學員，惠斯勒侯爵家次男。他的外祖母是克雷斯頓・汎・索利斯提亞的同父異母最小的妹妹，自以為下任國王非他莫屬。最後因常說下任國王非他莫屬和叫唆布雷曼伊特用洗腦魔法控制他人，再加上暗殺茨維特一事被惠斯勒侯爵家知曉後，惠斯勒侯爵家寄出一份「我們會支付你的學費直到你畢業為止，但是在那之後就隨你自己想要怎麼過活吧。不允許你再使用惠斯勒家的權勢及地位。本來你應該是要被處刑的，是基於公爵家的慈悲才留你一命，你最好心懷感激。」的斷絕親屬關係文件而被惠斯勒侯爵家切斷關係。失去家族支援後，為了向茨維特復仇，不惜服用大量魔藥，最終在魔藥的強烈副作用下急速地化為木乃伊死亡。
布雷曼伊特
茨維特的同派系學員。會使用洗腦血統魔法。暗殺茨維特失敗後被德魯薩西斯收編成為其部下，終其一生受到德魯薩西斯的壓榨。
馬卡洛夫
庫洛伊薩斯的同派系學員，經常被叫錯名字。以成為鍊金術士為目標。
伊・琳
庫洛伊薩斯的同學，犬耳，獸人族與人類混血，留著及肩亞麻色頭髮。經常待在庫洛伊薩斯旁邊，幫他整理環境。會用魔法，成績名列前茅，在學園中是很受歡迎的五大美少女之一。
瑟琳娜
庫洛伊薩斯的同派系學員。
卡洛絲緹・路德・聖捷魯曼
瑟雷絲緹娜的同學，留著一頭金色法國捲髮型。聖捷魯曼侯爵之女。喜歡作研究、調配藥劑與鍊金術。
烏爾娜・拉哈
瑟雷絲緹娜的同學，獵犬族的獸人，有獸耳和尾巴，薩加斯・瑟逢的養女。會用鬥獸化的技能來強化體能。

#### 其他國民
貝拉朵娜
桑特魯城魔導具店店長，以毒草為化名，本名是「小甜甜／糖糖」！外表看起來像個高級娼婦。
明知道庫緹是十足的麻煩製造者，卻由於對方是自己親戚的緣故而無法斷絕關係。後來在忍無可忍的情況下把庫緹解僱。
在梅提斯聖法神國滅亡後，由於魔導具店毀於地震而結束魔導具店的生意，與男朋友路希翁結婚，並與丈夫移居到鄉村。
庫緹
貝拉朵娜魔導具店的員工，固執地認為大叔帶來賣的東西都是偷來的。戴著大圓眼鏡。
典型的麻煩製造者，經常無自覺地製造麻煩，也是導致魔導具店生意不佳的元兇。完全不會反省與學習，時常一錯再錯。曾經盜取了家裏的財產離家出走，因而受到父母的怨恨。
過去是一名傭兵，有「血腥撲殺者」之稱。往往會把作為食用肉的魔物轟至粉碎而導致委託失敗。
曾經把傭兵時期的女性同伴過去悲慘的往事公開，而導致對方患上抑鬱症半年。而本人卻認為自己做了一件正確的事情。因此被該女性同伴的伯父怨恨，並要求大叔暗殺庫緹。後來一直讓魔導具店生意不佳而被貝拉朵娜正式解僱，但在數天後卻忘記了此事如常在桑特魯城魔導具店上班。
由於惡名昭彰的緣故，因而落難時沒有人願意救她。
在梅提斯聖法神國滅亡後，由於桑特魯城魔導具店結業而正式失業。
優克勃肯諾伯爵
這裡指的是優克勃肯諾伯爵家第三代中的哥哥。委託飯場土木道路修築工事，並將在歐拉斯大河上興建橋樑的工作硬塞給他們。以前曾委託飯場土木建房子，但是中途改過幾次設計，讓那古里很不爽，痛揍他一頓，從此結下樑子。擅自以國家名義修築橋樑，偽造了委託書。最後被德魯薩西斯・汎・索利斯提亞上書給國王其偽造了委託書行為而被拉下台。
路希翁
貝拉朵娜的男朋友，是一名鞋匠。
在梅提斯聖法神國滅亡後，與女朋友貝拉朵娜結婚。並與妻子移居到鄉村。
賽馮
史提拉城傭兵公會公會長，別號「閃光之賽馮」，另一個別名是「百人斬賽馮」，S級傭兵，外表像是男大姊的青年，說話方式很鹹溼。有五十三個老婆，三十八個子女，喜歡男孩子氣的女性。

### 轉生者
邪神死亡時被詛咒，而被地球神明轉生或是轉移到異世界的地球人。
大迫聰
參見「傑羅斯・梅林」。
入江澄香
參見「伊莉絲」
安藤俊之
角色名「ADO」，通稱「亞特」。小隊「豚骨叉燒」的成員。職業是「賢者」。
過去曾被大叔多次嘲弄及鍛鍊，因而擅長心理戰。
十分痛恨把自己與唯召喚到異世界的四神，一見到她們就會火力全開予以殲滅。
為了摧毀崇拜四神的梅提斯聖法神國，暗中把邪神石製成的毒品流入梅提斯聖法神國的犯罪者手中。
在女兒華音出生後升格成為父親。
船桥唯香
角色名「唯」，是安藤俊之(亞特)的未婚妻，已怀五～六个月的身孕。職業是「神官」。
病嬌，只憑一根頭髮便可以準確追蹤丈夫的所在地。持有由泰德·提德打造的詛咒武器『限沖必虛死』七武器，以及由岩鐵、泰德·提德聯手鍛造的鏈鋸劍『十三號星期五 V─Max』。
後來誕下了與亞特之間的女兒華音。
大迫麗美
角色名「莎蘭娜(シャランラ)」。「大迫 聰」（傑羅斯）的姊姊，導致傑羅斯失戀、失業的元兇。從前還在地球時，就已經是犯罪者，雖然不至於殺人放火，但是犯下偷竊、教唆他人犯罪、產業間諜等罪行，卻自以為無罪；在家裡也是一個寄生蟲；在遊戲中也是扮演PK玩家，到處惹事生非。到了異世界則是解放了欲望，加入地下組織，殺人、搶劫財物樣樣來。持有一堆替身人形的魔導具。實際年齡46歲，因服用了「回春靈藥」而維持在二十多歲的外表，同時也因為該藥的副作用的關係，只剩下數年的壽命。暗殺茨維特失敗後，遭到王國通緝。後來先後偽裝成路賽莉絲與嘉內進行詐騙，卻反被大叔識破，逃回根據地後，飲下了從札彭手中騙得的藥水﹙實際上是由卡儂調配會把人變成喪屍的魔法藥「提神機能飲料 試作93號」﹚，之後身體急速老化成為了喪屍，最後被傭兵小隊「幸運星」討伐。
後來一眾勇者的怨靈依附在她的骨灰下而復活， 不久在一眾勇者的怨靈殺死了大量惡人後，聯同惡人的靈魂奪回身體的主導權。在梅提斯聖法神國的某個都市殺死吸食了邪神石製成的毒品後的前商人後變成蜈蚣型的怪物。
莉莎
角色名「莉莎（リサ）」，初到異世界和安藤俊之一起行動的女孩，留著長髮、綁馬尾，眼角有點下垂。
夏克緹
角色名「夏克緹（シャクティ）」，初到異世界和安藤俊之一起行動的女性，留著齊肩捲髮，有些細長的眼睛。
榎村樹
角色名「超愛色色精靈村長」，被大叔簡稱為「好色村」。由於本人討厭這個名字，而自稱「萊因哈特十三世」。職業是「勇猛騎士」。
身穿騎士盔甲的少年。對合法奴隸出手和毆打衛士而變成罪犯奴隸。獲釋後，成為了茨維特的護衛。
杏
角色名「杏」。「影之六人」的一員。被稱為「桃忍」。穿著桃紅色忍者裝的少女。職業為「猿飛佐助」。其持有的刀「八十六式村正特別版」是大叔的作品。
與大叔互相認識。十分討厭裝年輕的大媽。與幼小的外表不同，其個性十分狡猾。
後成為一名神出鬼沒的女性內衣商人，在魔法學院內兜售內衣。
急速·喬納森
角色名「波其·蒙」。平時是一名非常熱愛動物，普通又不起眼的內向青年。一旦坐上由三匹由斯雷普尼爾拉動的馬車後，就會徹底變成了一個瘋狂且情緒高昂的危險傢伙。職業為「召喚士」。
由於在遊戲中沒有人知道其名字，因此被其他人稱作「急速·喬納森」。經常駕駛馬車在戰場上橫動直撞，對敵我雙方造成巨大的損害，甚至連大叔也是其中一名受害者。
凱摩·布羅斯
「殲滅者」凱摩·拉斐恩的弟子，有十七個妻子。職業是「野蠻人」。
重度獸人控，甚至到了為了毛茸茸即使化作魔王也在所不惜的地步。
由於過去被師傅強逼與兇猛的魔獸戰鬥而習得了『臨界點突破』。
出身於富裕家庭，父母去世後遺產被覬覦其家產的親戚所侵吞，本人也受到親戚的殘酷虐待。直到虐待自己的親戚被警察逮捕後才結束地獄般的生活。因為受到長年的虐待身體十分虛弱，因此曾經躺在醫院一段時間。出院後，其外祖父成為其監護人，本人在外祖父的幫助下得以奪回父母所遺下的鉅額遺產。自此對人類徹底失去信任，更痛恨唯利是圖的庸俗之人。
<炸彈近藤>
現實職業摔跤手，使用岩鐵製作的裝備為少數沒裝自爆的武器，但有泰德·提德的狂戰士詛咒。
馬斯古德·路涅桑斯
喜歡狩獵。目前以法芙蘭大深綠地帶爲主要活動地點。

### 勇者
風間卓實
被梅提斯聖法神國召喚的勇者之一，蘿莉控。在阿爾特姆皇國的戰爭中被俘，愛上了外表幼小的阿爾特姆皇國第二公主——菈夏菈。
自從被菈夏菈與佳乃毆打後，覺醒成為了被虐待狂。
姬島佳乃
被梅提斯聖法神國召喚的勇者之一，風間卓實的青梅竹馬。一度以為卓實已死而化作復仇鬼，在得知卓實還在生更愛上公主後燃燒殆盡。
一條渚
被梅提斯聖法神國召喚的勇者之一，佳乃的好友。聽從大叔的提議離開了聖法神國，現時在魔法學院的食堂工作。
田邊勝彥
被梅提斯聖法神國召喚的勇者之一。聽從大叔的提議離開了聖法神國，與渚共同行動。
八坂學
被梅提斯聖法神國召喚的勇者之一。
岩田定滿
被梅提斯聖法神國召喚的勇者之一。被召喚的五名勇者中實力最強的一員，最後被聖法神國的主教殺害。

### 梅提斯聖法神國
米哈洛夫・威爾薩皮歐・馬克列耳
梅提斯聖法神國的法皇，表面上扮演著清廉無瑕的聖職者，背地裏卻壞事做盡。梅提斯聖法神國中少數知道四神並非真正管理者的事實的人。最後因一名主教的話死於由梅提斯聖法神國所殺害的勇者怨靈所組成的巨龍「滅魔龍」的所有招式

### 阿爾特姆皇國
路瑟伊·伊瑪拉
二十二歲，路賽莉絲的姐姐。平常戴着面具的原因是由於她看見異性時會害羞臉紅。為了打探母親的下落而前往索利斯提亞魔法王國。得知母親病逝後便回國報告。
菈夏菈·伊爾·阿斯拉·阿爾特姆
二十三歲，阿爾特姆皇國的第二公主，路賽莉絲與路瑟伊的表姐。身形嬌小。
病嬌。
梅亞·伊瑪拉
路賽莉絲與路瑟伊的母親，菈夏菈的姑姑，現任國王馬爾杜克的妹妹。由於路賽莉絲沒有翅膀，被丈夫懷疑有外遇而趕出家門。帶同路賽莉絲離開國家後被梅爾拉薩祭司長收留，最後在教會病逝。
拉馮·伊瑪拉
路賽莉絲與路瑟伊的父親，梅亞的丈夫。懷疑妻子有外遇而把對方趕出家門。事後從到索利斯提亞魔法王國的路瑟伊·伊瑪拉那知曉路賽莉絲沒有翅膀的真相並得知梅亞·伊瑪拉已逝世後受到極大打擊而病倒了。
馬爾杜克·拉赫·阿爾特姆
阿爾特姆皇國的國王，菈夏菈的父親，路賽莉絲與路瑟伊的舅父，梅亞的哥哥，得知妹妹梅亞病逝後，命令拉馮把梅亞的遺骨鄭重地帶回國家。

### 四神
弗雷勒絲
火之女神。個性自我中心。過去由於在日本釀成列車出軌事故，造成巨大人命傷亡而被禁止干涉異世界。與其餘兩名女神降臨異世界企圖消滅轉生者卻反而被大叔與亞特蹂躪。之後被偽裝漆黑流星巨蟑的路希菲爾輾壓。其持有的權限後來被真正的管理者阿爾菲雅奪回並被封印。
阿奎娜塔
水之女神。四神中最笨的一個。過去由於在日本釀成列車出軌事故，造成巨大人命傷亡而被禁止干涉異世界。與其餘兩名女神降臨異世界企圖消滅轉生者卻反而被大叔與亞特蹂躪。之後被偽裝漆黑流星巨蟑的路希菲爾輾壓。其持有的權限後來被真正的管理者阿爾菲雅奪回並被封印。
溫蒂雅
風之女神。四神中最任性的一個。過去由於在日本釀成列車出軌事故，造成巨大人命傷亡而被禁止干涉異世界。與其餘兩名女神降臨異世界企圖消滅轉生者卻反而被大叔與亞特蹂躪。之後拋棄弗雷勒絲與阿奎娜塔潛逃。其持有的權限後來被真正的管理者阿爾菲雅奪回並被封印。其後被歸還權限的蓋拉涅絲從異空間扯出當作抱枕，承受不斷失去意識又醒來的無限循環的地獄中。
蓋拉涅絲
地之女神。個性慵懶，是一名尼特族。在其他三名女神被禁止干涉其他世界後，唯一能自由前往異世界的女神。當其他三名女神被禁足後，因討厭麻煩而多次拒絕替她們前往異世界採購的要求，卻由於被其他女神濫用其權限把邪神丟往異世界因而失去了自由出入異世界的權限。唯一無降臨的四神。
後來無法忍受弗雷勒絲與阿奎娜塔在聖域中吵架而獨自前往法芙蘭大深綠地帶睡覺，其後以獲得羽絨枕頭與羽絨被為條件，把其持有的權限主動歸還予真正的管理者阿爾菲雅，其後成為了阿爾菲雅的部下。

### 其他角色
加蘭斯
地下組織「九頭蛇」的首領。過去幾乎掌握索利斯提亞魔法王國的地下世界時，被年青時期德魯薩西斯擊潰。首領也被對方殺死了十多個。
後來接受了刺殺茨維特的委託，卻不知道這是德魯薩西斯引蛇出洞的計謀。麗美刺殺茨維特失敗後，其根據地也被德魯薩西斯率領的騎士團摧毀。逃亡時重遇宿敵德魯薩西斯，被對方以匕首貫穿心臟後，企圖與對方同歸於盡時，最後被蜜絲卡以弩箭射穿頭部而死。
阿爾菲雅·梅加斯
故事一出場是非常醜惡的怪物，被封印於遊戲中，被殲滅者們擊敗後，引發詛咒讓許多在線玩家死亡。收集「邪神魂魄」、「邪神石」、「變魔種」、「高階精靈頭髮」、「精靈結晶」等，可以製作出人工生命體。
實際上是異世界的真正管理者，因為創世神製作完美的少女但因為加了太多元素而變成醜陋的怪物遭到封印，因為沒有時間製作另外一個代理神其權限改為只有外表可愛的妖精族作為四神代理。經大叔之手後重生被命名為「阿爾菲雅」。
獲得名字後，解封了閱讀阿卡西亞記錄的權限。其工作能力獲得其中一名觀測者索拉斯的高度評價。
能自由活動後，在法芙蘭大深綠地帶發現單獨行動溫蒂雅，輕而易舉地擊敗對方並奪回原本屬於自己權限的一部分，之後把溫蒂雅給封印。在溫蒂雅被封印後不久在法芙蘭大深綠地帶發現蓋拉涅絲，之後以提供羽絨枕頭與羽絨被為條件，成功回收第二部分的權限。在梅提斯聖法神國以魔龍賈巴沃克為誘餌，逼使弗雷勒絲和阿奎娜塔現身並封鎖她們的退路，之後輕而易舉地擊敗二人後成功回收所有權限。回收所有權限後本體為修復異世界疲於奔命，並留下一個分身在異世界活動。
路希菲爾
凱摩·拉斐恩的部下，曾偽裝成漆黑流星巨蟑輾壓除蓋拉涅絲以外的四神。
威爾薩西斯
觀測者之一，為了收拾創世神遺下的爛攤子而協助阿爾菲雅。
索拉斯
觀測者之一，為了收拾創世神遺下的爛攤子而協助阿爾菲雅。
普洛特·杰洛
某個觀測者的部下，為了收拾創世神遺下的爛攤子而協助阿爾菲雅。
創世神
異世界的創造者，與優秀的能力相反，性格卻極度遺憾。外貌主義者，因不滿自己創造的管理者﹙阿爾菲雅﹚過於醜惡而把她封印，之後把權限一分為四給予除了外貌以外一無是處的四神。可說是該作一連串事件的始作俑者。由於引發了過多的問題，因而被貶謫到偏遠的地方創造新世界。

### 殲滅者
為「Sword and Sorcery」中的一個團體，成員都是以一擋千的狂熱玩家，所用的魔法與器材很多都是自製，投注很多心力在創造事物上。全員的職業均是「大賢者」。 有段時間為了殲滅PK玩家，發起表面上保護新進玩家，實則將他們當作誘餌來引出PK玩家的活動；後來這活動就延續下去，幫助了許多新玩家，因此殲滅者在玩家的心中有很高的地位，伊莉絲也有被幫助過。 在遊戲營運的7年來，成員來來去去，最後最有名的有以下幾位：
傑羅斯・梅林
「黑之殲滅者」，即主角大叔。魔導士，擅長創造與改良魔法術式和製造魔道具。喜歡殲滅惡質玩家公會。外觀看起來像是黑衣武裝神父。
卡儂
「白之殲滅者」，藥師，擅長制作魔法藥。常製作魔法藥銷售，並反覆進行實驗，無數的人淪為她試藥的白老鼠。曾經為了清理庫存，而在某處大量拋售「回春靈藥」，後為實驗消除副作用的解藥而引發「喪屍飲料事件」有許多的玩家因此變成了喪屍；而大叔等人為了善後，便替受影響的玩家製造魔導具以及帶練等作為賠罪。據大叔所言其原本姓氏為觀音大寺。
凱摩·拉斐恩
「紅之殲滅者」，煉金術師，擅長創造人工生命體。重度獸人控。曾經運用「創造迷宮」的技能，打造了名為「獸人迷宮」的後宮。
在迷宮中建造獸人酒店招待成功攻略的玩家，同時又會像黑道般扒光得意忘形玩家的裝備和金錢。
真正身份是地球的「觀測者」，路希菲爾的直屬上司。
岩鐵
「藍之殲滅者」，鐵匠，喜歡制作設計上不具實用性，但是擁有凶惡威力的武器。不知為何一定會在自己鍛造的武器上加入自爆功能。
泰德·提德
「綠之殲滅者」，死靈術士，擅長制作詛咒道具。在「Sword and Sorcery」時期，裝備在大迫麗美身上的詛咒道具就是其作品。
亞特的學弟，也是唯香的青梅竹馬。曾經向唯香告白但被拒，結果情急扯出「青梅竹馬的戀情沒結果」後被唯香全力拒絕，成為了一名尼特族。
知道亞特與唯香奉子成婚後全力用詛咒狙擊亞特。

## 地域、國家、組織、派系與城鎮

### 法芙蘭

#### 法芙蘭大深綠地帶
法芙蘭森林的深處，號稱是世界最危險的地方。魔物等級約為300起跳，傑羅斯初到異世界的地點。佔掉整個大陸有一半面積以上。

#### 番紅花平原
傑羅斯帶領兩名弟子前往實戰的紮營地點，位於法芙蘭大深綠地帶邊緣。魔物等級約為100起跳。

### 索利斯提亞魔法王國
歷史悠久的魔法王國，但是近來國內有許多紛爭，包括騎士團與魔導士團的對立，魔法派系對立等。

##### 惠斯勒派
以實戰攻擊為主的魔法派系，主要研究與軍事活動相關的謀略。改革前被同派系裡的血統魔導士幹出竊盜或吃霸王餐等等的可恥犯罪行為，到處引發騷動。經過茨維特的改革後重視鍛煉身心，隨時做好戰鬥准備一事，並身體力行。

曾一度分裂為以茨維特為首的「現實論派」與薩姆托爾為首的「夢想論派」。之後由於薩姆托爾派系成員布雷曼伊特使用血統魔法對惠斯勒派成員洗腦的事實被公諸於眾而導致薩姆托爾失勢。而茨維特則取代了薩姆托爾成為惠斯勒派的新任領袖，完成了惠斯勒派的改革。

##### 聖捷魯曼派
以研究為主的理論魔法派系，主要研究魔法構築與魔法藥製作等等。庫洛伊薩斯所屬的派系。

##### 索利斯提亞派
倡導魔導士團與騎士團的融合，以德魯薩西斯為首。

#### 伊斯特魯魔法學院
位於馬可特伯爵領的史提拉城，原本是前朝國王預定建設為藝術之都，但是政變後改為魔法學院。

各學年分別有初等學科學院、中等學科學院和高等學科學院等，為索利斯提亞公爵家三兄妹就讀的學校

#### 索利斯提亞商會
由德魯薩西斯公爵經營的商會。由於經營得當，許多公爵的私人支出都直接由商會收入支付，沒有動用領地公款。

#### 桑特魯
索利斯提亞公爵家領地，領城為桑特魯城，主角所在城鎮。

##### 舊市區教會
四神教的教會，由路賽莉絲主持，並附設有孤兒院。在大叔開闢藥草田並種植曼德拉草後，又被稱為「慘叫教會」。

#### 阿哈恩村
位於阿哈恩礦山旁的小村子，傑羅斯前去採礦時所居住的村子，被雷娜稱為「啊哈～嗯♡村」。位於桑特魯城向北走約半天路程的地方。

#### 阿哈恩大迷宮
由阿哈恩礦山迷宮化而形成的迷宮。

#### 史提拉城
王族直轄地，也是伊斯特魯魔法學院所在地。

#### 賽尚城
從桑特魯城到史提拉城中途轉車的城市，水路與陸路交會點。

#### 拉瑪夫森林
位於魔法王國中央，距離史提拉城約3天路程，是魔法學院學生的實戰訓練地點。

### 梅提斯聖法神國
以四神信仰為國教的國家。信奉妖精。在國內外壞事做盡。最後在大叔、亞特、凱摩．布羅斯等人的進攻下瀕臨滅亡，首都也被由梅提斯聖法神國所殺害的勇者怨靈所組成的巨龍「滅魔龍」的進攻下成為了廢墟。

### 伊薩拉斯王國
為原本統一王國的王族後裔所建立的王國，土地貧瘠。

## 物產與生物

### 魔物
狂野咕咕
會下蛋的雞，肉不好吃，但是性情猛烈。會隨著鍛鍊而成長，最終會進化成「雞蛇」。此外，也有突變種的進化路線，可以用非雞蛇的型態使出雞蛇的力量，參見「三武雞」。
瘋狂人猿
一身白色體毛，身高將近兩公尺的大猿猴，又名「白色惡魔」，其「白猿的毛皮」相當值錢。雄性狀態會襲擊男性人類，邊發出『嗯哼～♡』的聲音邊朝男人屁股襲去。
狂后金剛
瘋狂人猿的首領。
強大巨蟑（簡稱G）
外型跟地球上的蟑螂一樣，但是體型巨大， 2~10公尺以上的大小，外殼油亮堅硬，會飛。等級如果提昇的話，體型還會變更大！
森林兔/斬擊兔/粉碎巨兔，哥布林，獸人/肉獸人/獸人王，飛龍/翼龍，蠍獅，泥魔像/石魔像，巨魔，山怪，食人獸/食人獸・魔獸拷貝/莉莉絲・食人獸，奇美拉/地獄奇美拉，麻痺巨蛇/鎧巨蚺，野狼/獵狼/森林狼/強欲赤狼，殺人蟻/巨蟻/戰蟻，蜥蜴人，死亡螳螂，蠕蟲/鄉村蠕蟲/沙蠕蟲，地精，大蜘蛛，山蠍/死亡之蠍/法老王蠍，音波蝠，森林灰熊/火焰灰熊，鎧蜥蜴，大豬/森大豬，劇毒迅猛龍/猛毒狂龍，雞蛇，貝希摩斯

### 種族與生命體

#### 人類
在（法芙蘭）世界土生土長的人類。

#### 異世界人
大部分是從地球來的人類。

#### 矮人
平均壽命約為200年。

#### 精靈
平均壽命約為300年。

#### 高等精靈
目前有出場的高等精靈有「楓」一位。

#### 龍族
據說可以活上3000年以上。 

### 作物
受到魔力的影響，異世界植物的生長速度與環境不見得和地球相同

#### 曼德拉草
魔法藥的素材之一。種植成熟後，被採收時，會發出彷彿刨蝕人心的慘叫，有些則會發出銷魂的叫聲。

#### 稻米草
被視為雜草，短短半年能收穫7次。

#### 傑克魔豆
種植後會長成大樹，結出像是石榴般的果實，其中包含各式豆類，包含綠豆、蠶豆、黃豆等。
血腥顛茄(有毒)，小麥，摩薩利洋蔥，巴比倫蕃茄，托比蓋利白蘿蔔，治癒草，肌肉卜派，性感蘿蔔，肥滿蕪菁，極大波菜，破壞者萵苣，死亡百合(有毒)

## 用詞解說

### Sword and Sorcery
Sword and Sorcery。是一款創新的虛擬實境體感型角色扮演遊戲，運作平台為「Dream Works」，製作公司很奇妙的沒有人知道是那家公司。據說是購買國防用的超級電腦系統「ＢＡＢＥＬ」來處理龐大的數據資料。隨著故事的進展，也許有機會知道背後的祕密。第二卷中，傑羅斯認為是地球的神明製作了這款遊戲，並且是以異世界的情報作基礎所作成的。第三卷中，則是推測可能是藉由Dream Works將精神/靈魂轉移到異世界來進行遊戲。第四卷，則是懷疑遊戲世界是否拷貝異世界而製成。

#### 職業技能階段
由低到高，「士」或「見習」、「師」、「鬼」、「帝」、「神」。

#### 弗蘭立德世界
遊戲中的虛擬世界。

### 殲滅者
為「Sword and Sorcery」中的一個團體，成員都是以一擋千的狂熱玩家，所用的魔法與器材很多都是自製，投注很多心力在創造事物上。
參見「殲滅者」。

### 魔法概念
魔法術式、魔法陣與魔法捲軸中的魔法結構是由56個魔法文字與10個魔法數字所構成，單一文字或數字沒有意義，需要正確組合後才會有意義。魔法的發動需要魔法術式、相對應的意象與知識和適當的魔力。將魔法術式/魔法陣寫入潛意識領域後會更好使用，搭配「操縱魔力」的技能，就可以省略詠唱，使用「控制魔法」可以將魔力壓縮之類的；沒有寫入潛意識的話，發動魔法就必須一邊詠唱一邊聚集意象、知識和魔力，一不小心就會失敗。「外界魔力」與「自然魔力」則是人體以外的魔力來源，在魔法術式中混用魔力來源，可以適時減輕人體魔力消耗與增強魔法威力。「魔導書」是以特殊墨水在魔紙上寫上魔法術式，可以使用操縱魔力來改寫內容。

#### 秘藏魔法
由魔法家系傳承下來的魔法術式，一般不外傳給他人。

##### 地獄破壞龍
索利斯提亞公爵家傳承下來的強力火系魔法。

#### 血統魔法
舊時代時，將創作出的實驗性魔法安裝到罪犯身上，調查會對肉體產生什麼影響的實驗過程中產生的。但是不知為何產生了可遺傳性。最後只有少數正直的罪犯後裔把血統魔法用在正途

#### 索利斯提亞魔法王國魔導士分級
灰袍最低階，黑袍是中階，深紅是高階。白袍為直屬國家精銳魔導士。

### 世界觀

#### 四神
從故事開頭的四神郵件中，就可得知是群極度自我、恣意妄為的神明。不僅如此，許多該有的知識都沒有，該做的事也不做。參見「四神」。

#### 邪神
故事一出場是非常醜惡的怪物，被封印於遊戲中，被殲滅者們擊敗後，引發詛咒讓許多在線玩家死亡。參見「邪神」。

#### 戀愛症候群
又名「天使的惡作劇」、「丘比特的一時興起」，類似發情期的徵狀。由於循環體內的魔力，對適合自己異性的魔力波長起共鳴反應，所引起的生理反應。狂暴發作時，會失去理性的對異性做出或說出許多令人害羞或過份的話，或者是上演持續好幾個小時的歌劇式求愛劇碼。最好在發作前找到戀人，不然發作時追求失敗的話，通常下場很悽慘，在社會上會無地自容！

## 出版書籍

### 小說
賢者大叔的異世界生活日記
| 卷數 | MF文庫J        | MF文庫J                | 台灣角川       | 台灣角川               |
| 卷數 | 初版發售日期   | ISBN                   | 初版發售日期   | ISBN                   |
| ---- | -------------- | ---------------------- | -------------- | ---------------------- |
| 1    | 2016年9月23日  | ISBN 978-4-04-068641-7 | 2018年3月26日  | ISBN 978-957-564-078-1 |
| 2    | 2017年2月25日  | ISBN 978-4-04-069086-5 | 2018年9月10日  | ISBN 978-957-564-417-8 |
| 3    | 2017年4月25日  | ISBN 978-4-04-069188-6 | 2018年12月20日 | ISBN 978-957-564-615-8 |
| 4    | 2017年8月25日  | ISBN 978-4-04-069404-7 | 2019年3月27日  | ISBN 978-957-564-824-4 |
| 5    | 2017年11月25日 | ISBN 978-4-04-069589-1 | 2019年8月1日   | ISBN 978-957-743-149-3 |
| 6    | 2018年4月25日  | ISBN 978-4-04-069867-0 | 2020年2月20日  | ISBN 978-957-743-541-5 |
| 7    | 2018年9月25日  | ISBN 978-4-04-065169-9 | 2020年7月30日  | ISBN 978-957-743-878-2 |
| 8    | 2018年12月25日 | ISBN 978-4-04-065390-7 | 2021年1月18日  | ISBN 978-986-524-188-9 |
| 9    | 2019年4月25日  | ISBN 978-4-04-065683-0 | 2021年6月28日  | ISBN 978-986-524-542-9 |
| 10   | 2019年8月24日  | ISBN 978-4-04-064056-3 | 2021年11月24日 | ISBN 978-986-524-944-1 |
| 11   | 2019年12月25日 | ISBN 978-4-04-064269-7 | 2022年3月28日  | ISBN 978-626-321-289-3 |
| 12   | 2020年4月25日  | ISBN 978-4-04-064581-0 | 2022年5月26日  | ISBN 978-626-321-426-2 |
| 13   | 2020年8月21日  | ISBN 978-4-04-064869-9 | 2022年9月26日  | ISBN 978-626-321-780-5 |
| 14   | 2021年3月25日  | ISBN 978-4-04-680322-1 | 2022年11月16日 | ISBN 978-626-321-963-2 |
| 15   | 2021年9月25日  | ISBN 978-4-04-680764-9 | 2023年3月27日  | ISBN 978-626-352-366-1 |
| 16   | 2022年2月25日  | ISBN 978-4-04-681174-5 | 2023年8月23日  | ISBN 978-626-352-805-5 |
| 17   | 2022年9月25日  | ISBN 978-4-04-681744-0 | 2023年12月13日 | ISBN 978-626-378-277-8 |
| 18   | 2023年4月25日  | ISBN 978-4-04-682418-9 | 2024年3月25日  | ISBN 978-626-378-635-6 |
| 19   | 2023年12月25日 | ISBN 978-4-04-683162-0 |                |                        |
| 20   | 2025年2月25日  | ISBN 978-4-04-684567-2 |                |                        |

賢者大叔的異世界生活日記 ZERO -劍與魔法世界-
| 卷數 | KADOKAWA      | KADOKAWA               |
| 卷數 | 發售日期      | ISBN                   |
| ---- | ------------- | ---------------------- |
| 1    | 2023年8月25日 | ISBN 978-4-04-682763-0 |
| 2    | 2024年8月23日 | ISBN 978-4-04-683964-0 |

### 漫畫
| 卷數 | KADOKAWA       | KADOKAWA               |
| 卷數 | 初版發售日期   | ISBN                   |
| ---- | -------------- | ---------------------- |
| 1    | 2018年11月21日 | ISBN 978-4-04-065030-2 |
| 2    | 2019年7月22日  | ISBN 978-4-04-065822-3 |
| 3    | 2020年6月22日  | ISBN 978-4-04-064465-3 |
| 4    | 2021年3月22日  | ISBN 978-4-04-680289-7 |
| 5    | 2021年12月22日 | ISBN 978-4-04-680887-5 |
| 6    | 2022年10月21日 | ISBN 978-4-04-681455-5 |
| 7    | 2023年11月22日 | ISBN 978-4-04-682525-4 |
| 8    | 2025年2月20日  | ISBN 978-4-04-684495-8 |

《賢者大叔的異世界生活日記～異世界老師的無憂無慮的生活～》
| 卷數 | 史克威爾艾尼克斯 | 史克威爾艾尼克斯       |
| 卷數 | 初版發售日期     | ISBN                   |
| ---- | ---------------- | ---------------------- |
| 1    | 2019年3月13日    | ISBN 978-4-7575-6042-0 |
| 2    | 2019年7月12日    | ISBN 978-4-7575-6196-0 |
| 3    | 2020年2月12日    | ISBN 978-4-7575-6509-8 |
| 4    | 2020年7月7日     | ISBN 978-4-7575-6726-9 |
| 5    | 2020年12月7日    | ISBN 978-4-7575-6982-9 |
| 6    | 2021年5月7日     | ISBN 978-4-7575-7235-5 |
| 7    | 2021年10月7日    | ISBN 978-4-7575-7506-6 |
| 8    | 2022年3月7日     | ISBN 978-4-7575-7783-1 |
| 9    | 2022年8月5日     | ISBN 978-4-7575-8051-0 |
| 10   | 2023年2月7日     | ISBN 978-4-7575-8375-7 |
| 11   | 2023年7月6日     | ISBN 978-4-7575-8640-6 |
| 12   | 2023年12月7日    | ISBN 978-4-7575-8929-2 |
| 13   | 2024年5月7日     | ISBN 978-4-7575-9169-1 |
| 14   | 2024年10月7日    | ISBN 978-4-7575-9448-7 |
| 15   | 2025年3月7日     | ISBN 978-4-7575-9709-9 |
| 16   | 2025年8月6日     | ISBN 978-4-7575-9983-3 |

### 註解
1. ↑  意思為「就算沒化妝，你也會沉迷於我」
2. ↑  另名「Sword and Sorceress（ソード・アンド・ソーサリス）」，日文線上版、文庫版和漫畫版是採用這個名字
3. ↑  Inc, Natasha. . コミックナタリー.   [2019-06-03]. （原始内容存档于2019-06-03） （日语）.

### 出處
1. ↑  . ComicWalker - 人気マンガが無料で読める！.   [2018-09-28]. （原始内容存档于2020-12-03） （日语）.
2. 1 2  . ncode.syosetu.com.   [2018-09-28] （日语）.

#### 書籍出處
1. 1 2
2. 1 2  寿, 安清. . 插畫：ジョンディー，譯者：Demi. 台灣: 台灣角川股份有限公司. 2018: 324. ISBN 9789575644178.
3. 1 2  寿, 安清. . 插畫：ジョンディー，譯者：Arieru. 台灣: 台灣角川股份有限公司. 2018: 326. ISBN 9789575640781.
4. 1 2  寿, 安清. . 插畫：ジョンディー，譯者：Demi. 台灣: 台灣角川股份有限公司. 2018: 326. ISBN 9789575646158.
5. 1 2  寿, 安清. . 插畫：ジョンディー，譯者：Demi. 台灣: 台灣角川股份有限公司. 2019: 324. ISBN 9789575648244.

## 外部連結
- 日文線上小說（成為小說家吧）（日語）
- 日文漫畫版ComicWalker （页面存档备份，存于）（日語）
- 日文漫畫版Manga-UP アラフォー賢者の異世界生活日記～気ままな異世界教師ライフ～ by 招来（日語）